# Fascismul italian
Fascismul italian (italiană fascismo italiano), cunoscut cu sub numele de fascism clasic sau pur și simplu fascism, este ideologia fascistă originală dezvoltată în Italia de Giovanni Gentile⁠(d) și Benito Mussolini.  Ideologia este asociată cu două partide politice conduse de Benito Mussolini: Partidul Național Fascist (PNF), care a condus Regatul Italiei din 1922 până în 1943, și Partidul Republican Fascist (PFR), care a condus Republica Socială Italiană din 1943 până în 1945. Fascismul italian este, de asemenea, asociat cu Mișcarea Socială Italiană (MSI) postbelică și cu mișcările italiene ulterioare de neofascism.
Fascismul italian își avea rădăcinile în ultranaționalismul, naționalismul, național-sindicalismul,  naționalismul revoluționar italiene și în dorința de restabilire și extindere a teritoriilor italiene pe care fasciștii italieni le considerau necesare pentru ca o națiune să își afirme superioritatea și puterea și să evite să intre în declin și să dispară:41. Fasciștii italieni au susținut, de asemenea, că Italia modernă era succesoarea Romei Antice și a moștenirii acesteia și au susținut din punct de vedere istoric crearea unui Imperiu Italian care să ofere spațiu vital⁠(d) pentru coloniștii italieni și pentru stabilirea controlului asupra Mării Mediterane :50.
Fascismul italian a promovat un sistem economic corporatist, în care organizațiile angajatorilor și sindicatele de angajați sunt legate între ele în asociații ca să reprezinte în mod colectiv producătorii economici ai națiunii și pentru să colaboreze cu statul la stabilirea politicii economice naționale:160. Acest sistem economic intenționa să rezolve conflictele între clase prin colaborarea între clase:160.
Fascismul italian se opunea liberalismului, în special a liberalismului clasic, pe care liderii fasciști îl denunțau ca fiind „dezastrul individualismului”:719. Fascismul s-a opus socialismului din cauza opoziției frecvente a acestuia din urmă față de naționalism:43–44, dar s-a opus și conservatorismului reacționar dezvoltat de Joseph de Maistre.:214. Acesta credea că succesul naționalismului italian necesita respect pentru tradiție și un sentiment clar al unui trecut comun în rândul poporului italian, alături de un angajament pentru o Italie modernizată:13.
Inițial, mulți fasciști italieni s-au opus nazismului, deoarece fascismul din Italia nu a îmbrățișat nordicismul și, la început, nici antisemitismul inerent ideologiei naziste. Cu toate aceste, au existat fasciști, în special Mussolini însuși, care au susținut ideile rasiste (în special slavofobia) care au fost consfințite în lege ca politică oficială pe parcursul guvernării fasciste. Pe măsură ce Italia fascistă și Germania nazistă se apropiau din punct de vedere politic în a doua jumătate a anilor 1930, legile și politicile italiene au devenit în mod explicit antisemite din cauza presiunii Germaniei naziste (chiar dacă legile antisemite nu erau aplicate în mod obișnuit în Italia), inclusiv adoptarea legilor rasiste italiene. În perioada în care fasciștii au fost la putere, au persecutat și unele minorități lingvistice din Italia:137. În plus, grecii din Dodecanez și Epirul de Nord, care se aflau pe atunci sub ocupație și influență italiană, au fost persecutați:5-8

## Principalele convingeri

### Naționalismul

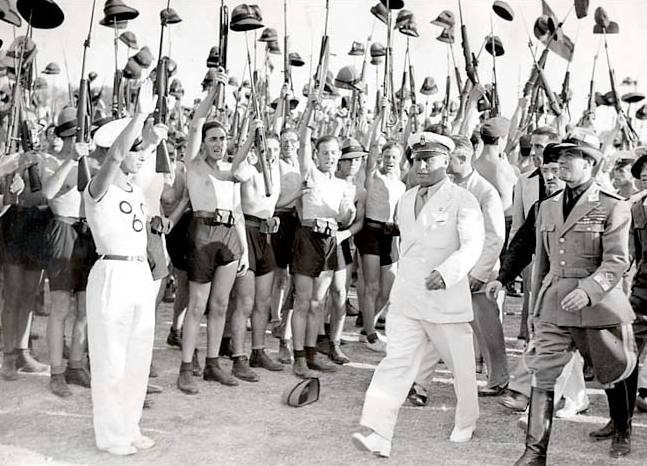
Benito Mussolini și membrii organizației de tineret a cămășilor negre în 1935

Fascismul italian s-a bazeazat pe naționalismul italian și, în special, a cautat să finalizeze ceea ce a considerat ca fiind proiectul incomplet al Risorgimento-ului prin încorporarea Italia Irredenta (Italia neeliberată) în statul italian:133. Partidul Național Fascist (PNF), fondat în 1921, a declarat că partidul trebuia să servească drept „o miliție revoluționară pusă în slujba națiunii. El urmează o politică bazată pe trei principii: ordine, disciplină, ierarhie”.
Fascismul italian a identificat Italia modernă ca moștenitoare a Imperiului Roman și a Italiei din timpul Renașterii și a promovat identitatea culturală a romanității. Fascismul italian a căutat din punct de vedere istoric să făurească un Imperiu italian puternic ca o A treia Romă, identificând Roma antică drept Prima Romă și Italia din epoca Renașterii drept a doua Romă. Fascismul italian a încercat să copieze Roma antică, iar Mussolini, în special, a imite liderii romani antici, cum au fost Iulius Cezar ca model pentru ascensiunea fasciștilor la putere și Augustus ca model pentru construirea imperiului:53. Fascismul italian a promovat în mod direct imperialismul, cum a fost în cadrul  Doctrinei fascismului (1932), scrisă de Giovanni Gentile⁠(d) în numele lui Mussolini:
Statul fascist este o chemare la putere și la imperiu. Tradiția romană este aici o forță puternică. Potrivit doctrinei fascismului, un imperiu nu este doar un concept teritorial, militar sau comercial, ci și unul spiritual și moral. Ne putem gândi la un imperiu, adică la o națiune, care ghidează direct sau indirect alte națiuni, fără a fi nevoie să cucerească un singur kilometru pătrat de teritoriu.— Benito Mussolini and Giovanni Gentile, The Doctrine of Fascism (1932)

#### Iredentismul și expansiunea teritorială

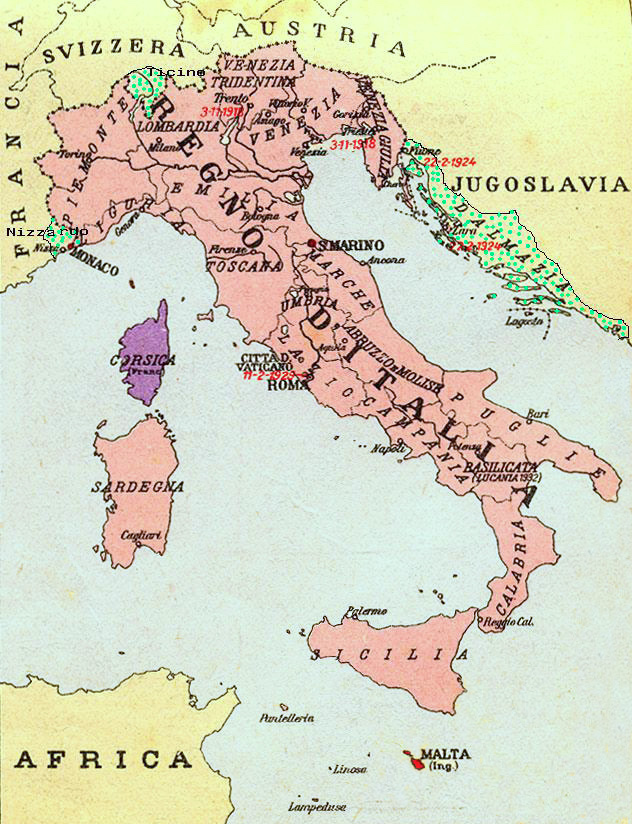
Regiuni etnice italiene revendicate în anii 1930:
Nisa, Ticino și Dalmația
Malta
Corsica
Savoia și Corfu au fost revendicate mai târziu

Fascismul a pus accentul pe nevoia de restaurare a tradiției Risorgimento-ului lui Mazzini, care a urmat unificării Italiei, despre care fasciștii susțineau că fusese lăsată incompletă și abandonată în Italia din epoca lui Giolitti:249. Fascismul a urmărit încorporarea în Italia a teritoriilor revendicate care erau „neeliberate”.
La est de Italia, fasciștii susțineau că Dalmația era un ținut de cultură italiană ai cărei italieni (italieni dalmați), inclusiv slavii de sud italienizați, fuseseră alungați din Dalmația și exilați în Italia și susțineau reîntoarcerea italienilor de origine dalmată.:131. Mussolini a considerat că Dalmația are rădăcini culturale italiene vechi de secole, care își aveau rădăcinile în Imperiul Roman și Republica Venețiană:355. Fasciștii și-au concentrat în special revendicările bazate pe moștenirea culturală venețiană a Dalmației, susținând că dominația venețiană a fost benefică pentru toți dalmațienii și că a fost acceptată de populația dalmată. Fasciștii au fost indignați când, în 1919, după Primul Război Mondial, a fost revocat  Tratatul de la Londra din 1915 dintre Italia și Antanta, prin care Dalmația urma să fie ocupată de Italia. Regimul fascist a susținut anexarea regiunii iugoslave Slovenia la Italia, astfel încât aceasta să devină o provincie italiană:184, mai precis a unui sfert al teritoriului etnic sloven și a aproximativ 327.000 de oameni dintr-un total de 1.3 milioane de locuitori. Aceștia ar fi devenit subiectul unei italienizări forțate:44–45. Regimul fascist a impus italienizarea obligatorie a populațiilor germane și slave care trăiau în interiorul granițelor Italiei:92. Regimul fascist a abolit predarea limbilor minoritare germane și slave în școli, ziarele de limbă germană și slavă au fost închise, iar denumirile geografice și de familie din zonele de limbă germană sau slavă au fost supuse procesului de italienizate. Acest lucru a dus la violențe semnificative împotriva slavilor din sud, care erau suspectați că se opuneau italienizării. Regimul fascist susținea anexarea Albaniei, susținând că albanezii erau legați etnic de italieni prin legăturile cu populațiile preistorice italiote, ilire și romane și că influența majoră exercitată de Imperiul Roman și Republica Venețiană asupra Albaniei justifica dreptul Italiei de a o deține:106. Regimul fascist a justificat, de asemenea, anexarea Albaniei prin faptul că - urmare a faptului că mai multe sute de mii de persoane de origine albaneză fuseseră deja absorbite în societatea din sudul Italiei - încorporarea Albaniei era o măsură rezonabilă, care ar fi unit oamenii de origine albaneză într-un singur stat:389. În același timp, regimul fascist a sprijinit iredentismul albanez, care viza regiunile Kosovo și Epir, populate predominant de albanezi, în special în Chameria⁠(d), care locuită de un număr substanțial de albanezi:70–73. După ce Italia a anexat Albania în 1939, regimul fascist a aprobat asimilarea albanezilor și colonizarea Albaniei cu coloniști italieni din peninsulă pentru a o transforma treptat într-un pământ italian:99–107. Regimul fascist a revendicat Insulele Ionice ca teritoriu italian pe baza faptului că insulele au aparținut Republicii Venețiene de la mijlocul secolului al XIV-lea până la sfârșitul secolului al XVIII-lea:84.
În vestul Italiei, fasciștii susțineau că teritoriile din Corsica, Nisa și Savoia deținute de Franța erau teritorii italiene:118>:38. În timpul perioadei de unificare a Italiei din 1860-1861, prim-ministrul Piedmont-Sardiniei, Camillo Benso Conte de Cavour, care conducea efortul de unificare, s-a confruntat cu opoziția  lui Napoleon al III-lea, care a indicat că Franța se va opune unificării Italiei dacă nu i se vor da Nisa și Savoia, care erau deținute de Piemont-Sardinia, deoarece Franța nu dorea ca un stat puternic să dețină controlul asupra tuturor trecătorilor din Alpi:196. Ca urmare, Piedmont-Sardinia a fost presat să cedeze Franței Nisa și Savoia în schimbul acceptării de către Franța a unificării Italiei:196. Regimul fascist a publicat documente care prezentau dovezi ale italienității insulei Corsica:88. Regimul fascist a publicat documente care justificau faptul că Nisa era un pământ italian pe baza unor argumnte istorice, etnice și lingvistice. Fasciștii au citat pe cărturarul italian medieval Francesco Petrarca care a spus: „Granița Italiei este Var; în consecință, Nisa este o parte a Italiei”. Fasciștii l-au citat pe eroul național italian Giuseppe Garibaldi care a spus: „Corsica și Nisa nu trebuie să aparțină Franței; va veni ziua când o Italie conștientă de adevărata ei valoare își va revendica provinciile care acum lâncezesc în mod rușinos sub dominație străină”. Inițial, Mussolini a urmărit încurajarea anexării Corsicii prin mijloace politice și diplomatice, considerând că acest proces putea începe prin încurajarea tendințelor autonomiste existente în Corsica și apoi prin proclamarea independenței față de Franța, care ar fi urmată de incorporarea insulei în Italia:452.
În nordul Italiei, regimul fascist din anii 1930 a avut planuri asupra regiunii Ticino, populată în mare parte de italieni, și asupra regiunii Graubünden de din Elveția populate de retoromani (retoromanii sunt un popor cu o limbă de origine latină):91. În noiembrie 1938, Mussolini a declarat în fața Marelui Consiliu Fascist: „Vom aduce granița noastră la Pasul Sankt Gotthard”: xvi. Regimul fascist a acuzat guvernul elvețian că asuprește poporul retoroman din Graubünden. Mussolini a susținut că retoromana este un dialect italian și, prin urmare, Graubünden ar trebui să fie încorporat în Italia:1027. Ticino a fost revendicat și pentru că regiunea a aparținut Ducatului Milanului de la mijlocul secolului al XIV-lea până în 1515, precum și pentru că era locuită de vorbitori e limbă italiană:284. Revendicarea a fost făcută, de asemenea, pe baza faptului că zonele care acum fac parte din cantonul Graubünden în Valle Mesolcina⁠(d) și Hinterrhein au fost deținute de familia milaneză Trivulzio, care a condus regiunea  la sfârșitul secolului al XV-lea:250. Tot în vara anului 1940, Galeazzo Ciano s-a întâlnit cu Hitler și Ribbentrop și le-a propus împărțirea Elveției de-a lungul lanțului central al Alpilor Occidentali, ceea ce ar fi lăsat Italiei și  cantonul Valais, pe lângă pretențiile ridicate anterior:138.

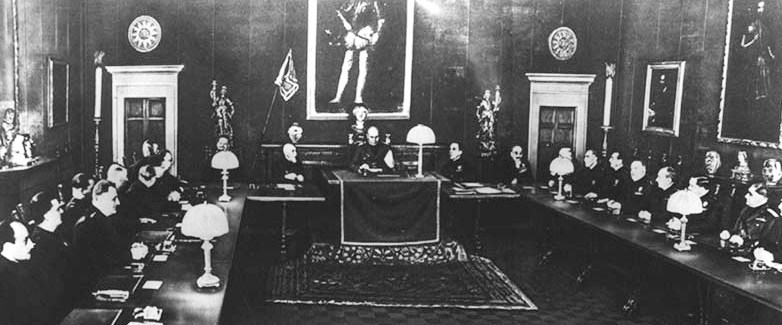
Sesiunea Marelui Consiliu din 9 mai 1936, în timpul căreia fost proclamat Imperiul Italian

În sud, regimul revendica arhipelagul Malta, care fusese deținut de britanici încă din 1800:16,17. Mussolini susținea că limba malteză era un dialect al limbii italiene și au fost promovate teoriile conform cărora Malta ar fi fost leagănul civilizației latine:254. Italiana a fost folosită pe scară largă în Malta în domeniile literar, științific și juridic și a fost una dintre limbile oficiale ale Maltei până în 1937, când statutul său a fost abolit de către britanici ca răspuns la invazia Italiei în Etiopia:70,71. Iredentiștii italieni au susținut că teritoriile de pe coasta Africii de Nord erau „al patrulea țărm” al Italiei și au folosit dominația istorică romană în Africa de Nord ca precedent pentru a justifica încorporarea acestor teritorii în jurisdicția italiană ca fiind o „întoarcere” a Italiei în Africa de Nord:4. În ianuarie 1939, Italia a anexat teritorii din Libia pe care le considera în cadrul celui „de-al patrulea țărm” al Italiei, cele patru provincii de coastă ale Libiei (Tripoli, Misurata, Benghazi și Derna), devenind parte integrantă a Italiei metropolitane:165. În același timp, libienilor autohtoni li s-a oferit posibilitatea de a solicita „cetățenia italiană specială”, ceea ce presupunea ca aceste persoane să fie alfabetizate în limba italiană. Pe de altă parte, acest tip de cetățenie era valabilă doar în Libia. Tunisia, care fusese transformată de Franța ca protectorat în 1881, avea cea mai numeroasă populație de origine italiană din Africa de Nord, iar confiscarea ei de către Franța a fost văzută în Italia ca o ofensă adusă onoarei naționale și ca o „pierdere” a acestui teritoriu pe care Roma intenționase să îl încorporeze în imperiul său:124. La intrarea în cel de-al Doilea Război Mondial, Italia și-a declarat intenția de a prelua de la Franța Tunisia și provincia Constantine din Algeria:74.

În sud, regimul fascist era interesat să extindă posesiunile coloniale africane ale Italiei. În anii 1920, Italia considera Portugalia ca fiind o țară slabă, care nu se potrivea unei puteri coloniale din cauza slabului său control asupra coloniilor și a proastei gestionări a acestora și, ca atare, Italia dorea să anexeze coloniile Portugaliei:113.  Relațiile Italiei cu Portugalia au fost influențate de ascensiunea la putere a regimului naționalist conservator autoritarist al luiAntónio de Oliveira Salazar, care a împrumutat metode fasciste, deși dictatorul portughez a menținut alianța tradițională a Portugaliei cu Regatul Unit.

#### Rasismul

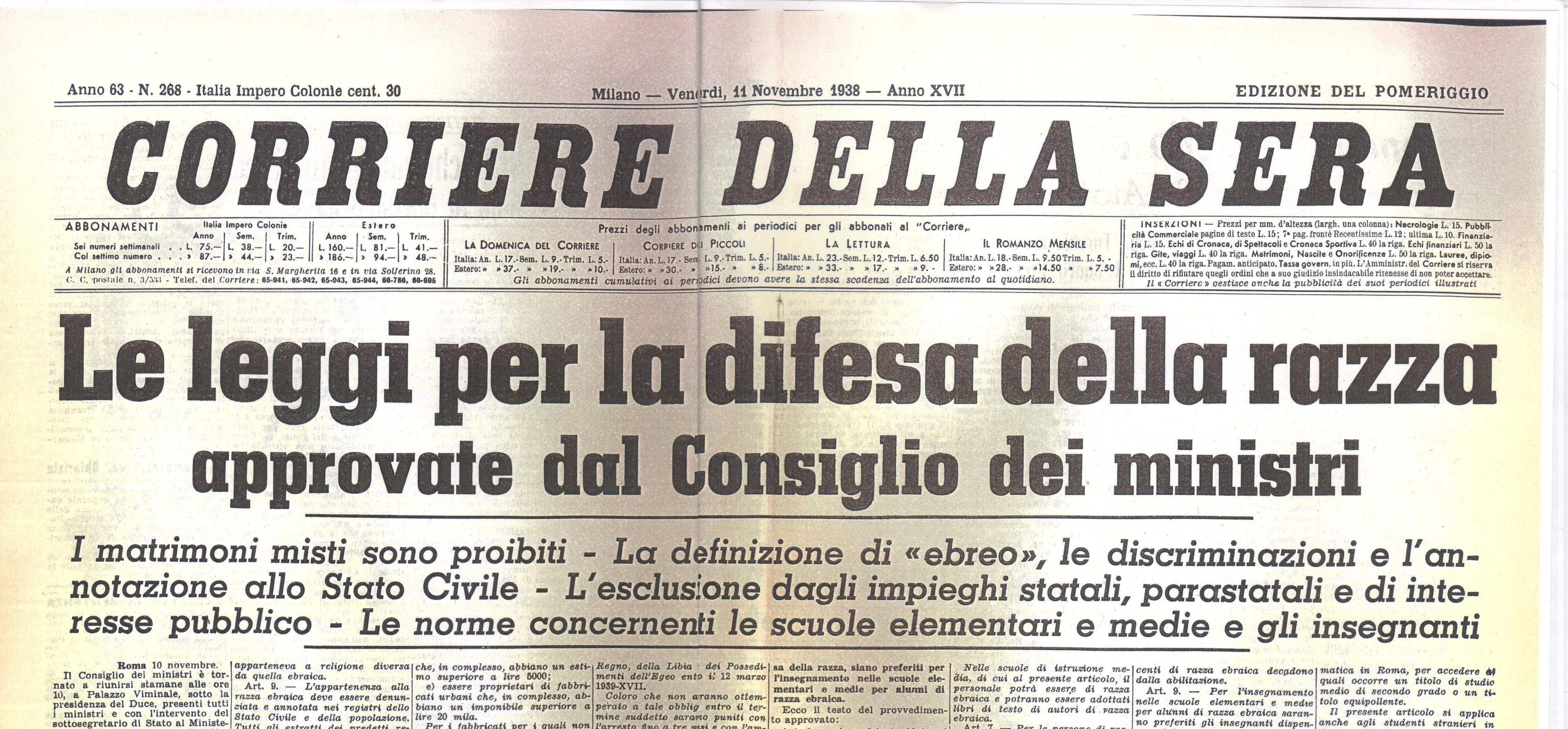
Prima pagină a ziarului italian Corriere della Sera din 11 noiembrie 1938: „Legile pentru apărarea rasei aprobate de Consiliul de Miniștri”. În aceeași zi, au intrat în vigoare Legile rasiale fasciste, care au decretat discriminarea rasială și persecutarea evreii

Până la alianța lui Benito Mussolini cu Adolf Hitler, el a negat întotdeauna orice antisemitism în cadrul  Partidului Național Fascist (PNF). La începutul anilor 1920, Mussolini a scris un articol în care afirma că fascismul nu va ridica niciodată o Problemă evreiască și că „Italia nu cunoaște antisemitism și credem că nu-l va cunoaște niciodată”, iar apoi a mai adăugat „să sperăm că evreii italieni vor continua să fie suficient de sensibili pentru a nu da naștere antisemitismului în singura țară în care acesta nu a existat niciodată”:62. În 1932, în timpul unei conversații cu Emil Ludwig, Mussolini a descris antisemitismul ca fiind un „viciu german și a declarat: „Nu a existat nicio problemă evreiască în Italia și nici nu ar putea fi una într-o țară cu un sistem de guvernare sănătos”:99.  În mai multe rânduri, Mussolini a vorbit în termeni favorabili despre evrei și despre mișcarea sionistă:160. Mussolini a respins inițial rasismul nazist, în special ideea unei rase superioare, ca fiind „un nonsens cras, prostesc și idiot”:98.
La început, Italia fascistă nu a adoptat politici rasiste cuprinzătoare precum cele adoptate de alitul său din Axă, Germania nazistă. Liderul  Partidului Național Fascist din Italia, Benito Mussolini, a exprimat diferite opinii pe tema rasei de-a lungul carierei sale. Într-un interviu acordat în 1932 la Palazzo di Venezia din Roma, el a declarat: „Rasa? Este un sentiment, nu o realitate: nouăzeci și cinci la sută, cel puțin, este un sentiment. Nimic nu mă va face vreodată să cred că se poate demonstra că există astăzi rase biologic pure”. Cu toate acestea, din 1938, a început să susțină în mod activ politicile rasiste ale regimului fascist italian, după cum reiese din susținerea „Manifestul rasial”, care afirma la punctul șapte că „este timpul ca italienii să se proclame în mod deschis rasiști”, deși Mussolini a declarat că Manifestul a fost aprobat „în întregime din motive politice”, în semn de respect față de dorințele  Germaniei naziste:87. „Manifestul rasial”, care a fost publicat la 14 iulie 1938, a deschis calea pentru promulgarea Legi rasiale. Se spune că membri de frunte ai Partidului Național Fascist (PNF), precum Dino Grandi și Italo Balbo, s-ar fi opus legilor rasiale:262. Balbo, în special, a considerat că antisemitismul nu are nimic de-a face cu fascismul și s-a opus cu tărie legilor antisemite:346. După 1938, discriminarea și persecuția s-au intensificat și au devenit un semn distinctiv din ce în ce mai important al ideologiei și politicii fasciste italiene. Cu toate acestea, Mussolini și armata italiană nu au aplicat în mod consecvent legile adoptate în Manifestul rasial:247. În 1943, Mussolini și-a exprimat regretul pentru această decizie, spunând că ar fi putut fi evitată:95. După cel de-al doilea război italo-etiopian, guvernul fascist italian a implementat o segregare rasială strictă între albii și negrii prezenți în Etiopia.

### Totalitarismul
În 1925, PNF a declarat că statul fascist italian va fi totalitarist. Termenul „totalitar” a fost folosit inițial ca o acuzație peiorativă de către opoziția liberală din Italia, care denunța mișcarea fascistă pentru că urmărea crearea unei dictaturi absolute. Cu toate acestea, fasciștii au răspuns acceptând că sunt totalitari, dar au prezentat totalitarismul dintr-un punct de vedere pozitiv.  Mussolini a descris totalitarismul ca urmărind să creeze un stat național autoritar care să fie capabil să finalizeze Risorgimento-ului al Italiei Irredenta, să făurească o Italie modernă puternică și să creeze un nou tip de cetățeni - italieni fasciști activi politic.
Doctrina fascismului (1932) a descris natura totalitarismului fascismului italian, afirmând următoarele: 
 Fascismul este pentru singura libertate care poate fi un lucru serios, libertatea statului și a individului în stat. Prin urmare, pentru fascist, totul se află în stat și niciun lucru uman sau spiritual nu există sau nu are niciun fel de valoare în afara statului. În acest sens, fascismul este totalitar, iar statul fascist, care este sinteza și unitatea tuturor valorilor, interpretează, dezvoltă și întărește întreaga viață a poporului.— Benito Mussolini și Giovanni Gentile, Doctrina fascismului (1932)
Jurnalistul american H. R. Knickerbocker scria în 1941: „Statul fascist al lui Mussolini este cel mai puțin terorist dintre cele trei state totalitare. Teroarea este atât de blândă în comparație cu varietățile sovietice sau naziste, încât aproape că nu se poate califica drept teroristă deloc”. Ca exemplu, a descris un prieten jurnalist italian care a refuzat să devină fascist. A fost concediat de la ziarul său și pus sub supraveghere 24 de ore din 24, dar în rest nu a fost hărțuit. Contractul său de muncă a fost înlocuit cu o sumă forfetară și i s-a permis să lucreze pentru presa străină. Knickerbocker a pus în contrast tratamentul său cu tortura și execuția inevitabile sub Stalin sau Hitler și a declarat: „aveți o idee corectă despre blândețea comparativă a totalitarismului de tip italian”:71-73.
Cu toate acestea, după cel de-al Doilea Război Mondial, istoricii au observat că, în coloniile italiene, fascismul italian a dat dovadă de niveluri extreme de violență. În timpul epocii fasciste, a murit o zecime din populația coloniei italiene din Libia, inclusiv din cauza folosirii `gazelor de luptă, internării în lagăre de concentrare, a foametei și a bolilor. În  Etiopia, în timpul celui de-al Doilea Război Italo-Etiopian și mai târziu, până în 1938, au murit 250.000 de etiopieni:126.

### Economie corporatistă
Fascismul italian a promovat un sistem economic corporatist. Economia presupunea ca sindicatele de angajatori și angajați să fie legați între ei în asociații corporatiste care să reprezinte colectiv producătorii economici ai națiunii și să lucreze alături de stat pentru a defini politica economică națională. Mussolini a declarat o astfel de economie ca fiind o „alternativă terță” la capitalism și marxism pe care fascismul italian le considera „doctrine învechite”:50. De exemplu, în 1935 a declarat că capitalismul ortodox nu mai exista în țară. Planurile preliminare din 1939 intenționau să împartă țara în 22 de corporații care să trimită reprezentanți în Parlament pentru fiecare industrie.
Era nevoie de permisiunea statului pentru aproape orice activitate antreprenorială, cum ar fi extinderea unei fabrici, fuzionarea unei companii sau concedierea sau disponibilizarea unui angajat. Toate salariile erau stabilite de guvern, iar în Italia a fost impus un salariu minim. Restricțiile asupra muncii au crescut. În timp ce corporațiile încă puteau obține profituri:251–253, Fascismul italian a promovat incriminarea grevelor angajaților și a grevelor angajatorilor angajatorilor ca acte ilegale pe care le considera dăunătoare pentru comunitatea națională în ansamblul ei:105.

### Rolurile de vârstă și de gen
Imnul politic al fasciștilor italieni se numea Giovinezza⁠(d) (Tinerețe):171. Fascismul identifică perioada de vârstă fizică a tinereții ca fiind o perioadă critică pentru dezvoltarea morală a oamenilor care vor influența în viitor societatea:46-47.
Fascismul italian a urmărit ceea ce numea „igiena morală” a tinerilor, în special în ceea ce privește sexualitatea. Italia fascistă a promovat ceea ce a considerat a fi un comportament sexual normal în rândul tinerilor, denunțând în același timp ceea ce a considerat a fi un comportament sexual deviant. Fascismul a condamnat pornografia, majoritatea formelor de  control al nașterilor și dispozitivele contraceptive (cu excepția prezervativului), homosexualitatea și prostituția ca fiind comportamente sexuale deviante. Italia fascistă a considerat promovarea stimulării sexuale masculine înainte de pubertate ca fiind cauza criminalității în rândul tinerilor de sex masculin. Italia fascistă a reflectat convingerea majorității italienilor că homosexualitatea este un lucru rău. În locul învățăturii catolice tradiționale potrivit căreia era un păcat, s-a adoptat o nouă abordare, bazată pe psihanaliza contemporană, potrivit căreia era o boală socială.  Italia fascistă a dus o campanie agresivă de reducere a prostituției femeilor tinere.
Mussolini considera că rolul principal al femeilor era acela de a da naștere la copii, în timp ce bărbații erau războinici, spunând odată că „războiul este pentru bărbat ceea ce maternitatea este pentru femeie”:205. În efortul de a crește natalitatea, guvernul fascist italian a inițiat politici menite să reducă nevoia familiilor de a fi dependente salariile ambilor părinți. Cea mai evidentă politică de diminuare a participării femeilor la locul de muncă a fost un program de încurajare a familiilor numeroase, în cadrul căruia părinții primeau subvenții pentru un al doilea copil și subvenții crescute proporțional pentru un al treilea, al patrulea, al cincilea și al șaselea copil:27. Fascismul italian a cerut ca femeile să fie onorate ca „reproducătoare ale națiunii”, iar guvernul fascist italian a organizat ceremonii rituale pentru a onora rolul femeilor în cadrul națiunii italiene:101.  În 1934, Mussolini a declarat că ocuparea forței de muncă în rândul femeilor era un „aspect major al problemei spinoase a șomajului” și că, pentru femei, munca era „incompatibilă cu creșterea copiilor”. Mussolini a continuat spunând că soluția la șomajul bărbaților era „exodul femeilor din câmpul muncii”:15. Deși versiunea inițială a Manifestului fascist conținea o referire la votul universal, atitudinea antifeministă a însemnat că, atunci când a fost acordat dreptul de vot femeilor în 1925, acesta a fost limitat doar la votul în alegerile locale:16.

### Tradițiile

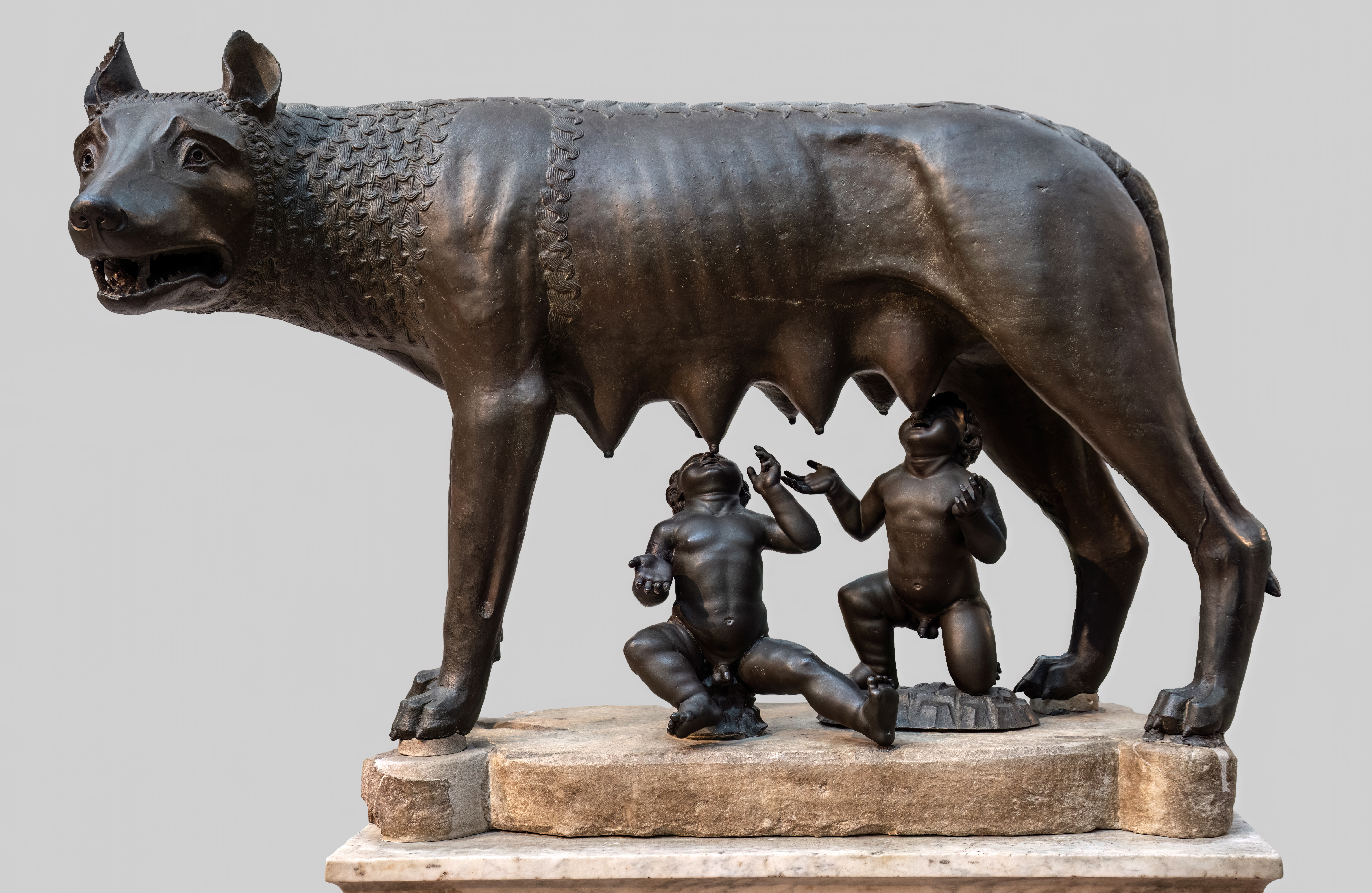
„Lupoaica”

Fascismul italian credea că succesul naționalismului italian necesita un sentiment clar al unui trecut comun în rândul poporului italian, împreună cu un angajament față de o Italie modernizată. Într-un discurs celebru din 1926, Mussolini a cerut o artă fascistă care să fie „tradiționalistă și în același timp modernă, care să privească spre trecut și în același timp spre viitor”.
Simbolurile tradiționale ale civilizației romane au fost folosite de fasciști, în special  fasciile care simboliza unitatea, autoritatea și exercitarea puterii:16. Printre alte simboluri tradiționale ale Romei antice folosite de fasciști se numără și Lupa Capitolina.. Fasciile și lupoaica simbolizau moștenirea romană comună a tuturor regiunilor care constituiau națiunea italiană. În 1926, fascia a fost adoptată de guvernul fascist din Italia ca simbol al statului:256. În acel an, guvernul fascist a încercat să modifice drapelului național italian pentru a încorpora fasciile pe el. Această încercare de adăugare a fasciilor pe drapel a fost oprită de opoziția puternică a monarhiștilor italieni. În cele din urmă, guvernul fascist a arborat în cadrul unor ceremonii publice drapelul național tricolor alături de un steag negru fascist. Câțiva ani mai târziu, și după ce Mussolini a fost forțat de rege să plece de la putere în 1943 doar pentru a fi salvat de forțele germane, Republica Socială Italiană fondată de fasciști a încorporat fasciile pe steagul de război al statului, care era o variantă a steagului național tricolor italian.

Problema tipului de guvernare, monarhică sau republicană, în Italia a fost o problemă care s-a schimbat de mai multe ori de-a lungul dezvoltării fascismului italian, deoarece inițial fascismul italian a fost în favoarea republicii și a denunțat monarhia de Savoia:72. Cu toate acestea, Mussolini a renunțat din punctul de vedere al tacticii politice la republicanism în 1922 și a recunoscut că acceptarea monarhiei era un compromis necesar pentru obținerea sprijinului cercurilor conducătoare în vederea contestării ordinii constituționale liberale, care susținea și ea monarhia. Regele Victor Emmanuel al III-lea devenise un conducător popular după ce Italia obținuse câștiguri teritoriale la sfîn urma câștigurilor Italiei după Primul Război Mondial, iar armata îi era foarte loială regelui, astfel că orice idee de răsturnare a monarhiei a fost respinsă de fasciști ca fiind nesăbuită în acest moment. Regele Victor Emmanuel al III-lea devenise un conducător popular în urma câștigurilor teritoriale pe care Italia le obținuse la sfârșitul Primului Război Mondial, iar armata îi era foarte loială regelui, astfel că orice idee de răsturnare a monarhiei a fost respinsă de fasciști ca fiind nesăbuită în acest moment. În mod important, recunoașterea monarhiei de către fascism a oferit acestuia un sentiment de continuitate și legitimitate istorică. Fasciștii l-au glorificat pe regele Victor Emanuel al II-lea, primul rege al Italiei reunificate, cel care a inițiat Risorgimento, alături de alte figuri istorice italiene precum Gaius Marius, Iulius Cezar, Giuseppe Mazzini, Camillo Benso Conte de Cavour, Giuseppe Garibaldi și alții, pentru că se înscriau într-o tradiție dictatorială în Italia pe care fasciștii declarau că o imită:76. Cu toate acestea, acest compromis cu monarhia nu a dus la o relație cordială între rege și Mussolini. Deși Mussolini a acceptat oficial monarhia, a urmărit și a reușit în mare măsură să îl transforme pe rege doar într-o figură de decor:39. Inițial, regele a deținut o autoritate legală nominală completă asupra armatei prin intermediul Statutului fundamental al Monarhiei de Savoia⁠(d), dar acest lucru a luat sfârșit în timpul regimului fascist, când Mussolini a creat în 1938 funcția de Prim Mareșal al Imperiului, o poziție de control asupra armatei deținută de două persoane, atât de rege, cât și de șeful guvernului. Efectul imediat al creării acestei funcții a fost eliminarea autorității legale exclusive a regelui asupra armatei, oferindu-i lui Mussolini o autoritate militară legală egală cu cea a regelui:113. În anii 1930, Mussolini a devenit tot mai frustrat de existența continuă a monarhiei din cauza invidiei pe faptul că omologul său din Germania, Adolf Hitler, era atât șef de stat, cât și șef de guvern al unei republici. Mussolini a denunțat în privat monarhia și a indicat că avea planuri să desființeze monarhia și să proclame o republică cu el însuși ca șef de stat al Italiei, în cazul unui succes italian în războiul majoreuropean  a cărui declanșare era anticipată în cercurile politice.
După ce Mussolini a fost îndepărtat de la putere în 1943 și plasat în arest de către rege, odată cu trecerea noului guvern non-fascist al Regatului Italiei de partea Aliaților, fascismul italian a revenit la republicanism și la condamnarea monarhiei:16–17. La 18 septembrie 1943, Mussolini a ținut primul său discurs public de la salvarea sa din arestde către forțele aliate germane, în care a lăudat loialitatea lui Hitler ca aliat, condamnându-l în același timp pe regele Victor Emmanuel al III-lea pentru trădarea fascismului italian. Referitor la faptul că monarhia l-a înlăturat de la putere și a desființat regimul fascist, Mussolini a declarat: „Nu regimul este cel care a trădat monarhia, ci monarhia este cea care a trădat regimul” și că „Atunci când o monarhie nu-și îndeplinește îndatoririle, își pierde orice rațiune de a fi. ... Statul pe care vrem să-l înființăm va fi național și social în cel mai înalt sens al cuvântului, adică va fi fascist, revenind astfel la originile noastre”. În acest moment, fasciștii nu au acuzat Casa de Savoia și întreaga sa istorie, l-au apreciat pe Victor Emanuel al II-lea pentru că a respins „pactele dezonorante și disprețuitoare” și l-au acuzat pe Victor Emanuel al III-lea că l-a trădat pe Victor Emanuel al II-lea prin încheierea unui pact dezonorant cu Aliații:102.
Relația dintre fascismul italian și Biserica Catolică a fost amestecată. Fasciștii erau la început foarte anticlericali și ostili catolicismului, deși de la mijlocul și până la sfârșitul anilor 1920 anticlericalismul a pierdut teren în cadrul mișcării, deoarece Mussolini, aflat la putere, a căutat să ajungă la un acord cu Biserica, care deținea o influență importantă în societatea italiană, majoritar catolică:10. În 1929, guvernul italian a semnat Tratatul de la Lateran cu Sfântul Scaun, un concordat între Italia și Biserica Catolică care a permis crearea unei mici enclave cunoscute sub numele de  Statul Cetății Vaticanului, stat suveran reprezentând papalitatea. Acest lucru a pus capăt anilor de înstrăinare percepută între Biserică și guvernul italian după ce Italia a anexat Statele Papale în 1870. Fascismul italian și-a justificat adoptarea legilor antisemite în 1938 susținând că Italia îndeplinea mandatul religios creștin al Bisericii Catolice, care fusese inițiat de Papa Inocențiu al III-lea în Al patrulea Conciliu de la Lateran din 1215, prin care Papa a emis reglementări stricte privind viața evreilor în ținuturile creștine. Evreilor li se interzisese să ocupe orice funcție publică care le-ar fi dat putere asupra creștinilor, iar evreilor li s-a cerut să poarte haine distinctive pentru a-i deosebi de creștini:59.

## Doctrina

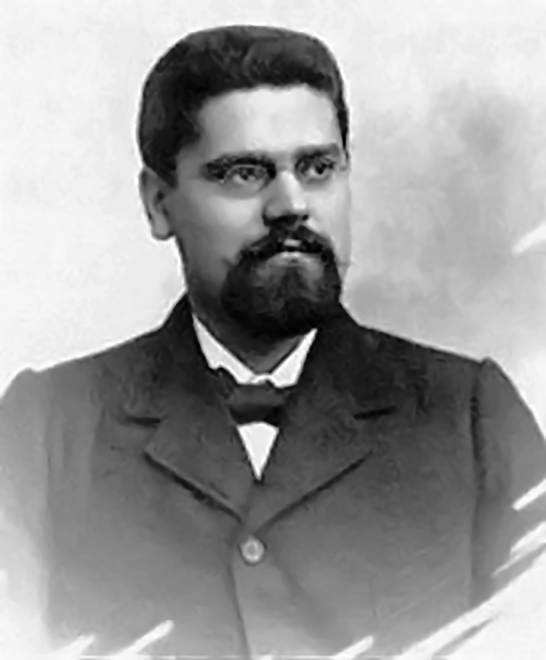
, părintele filozofiei fascismului italian. A fost autorul din umbră al Doctrinei fascismului și autorul Manifestului intelectualilor fasciști

Doctrina fascismului (La dottrina del fascismo, 1932) a filosofului Giovanni Gentile⁠(d) este formularea oficială a fascismului italian. Lucrarea a fost publicată sub numele lui Benito Mussolini în 1933. Gentile a fost influențat intelectual de Hegel, Platon, Benedetto Croce și Giambattista Vico, iar filosofia idealismului a stat la baza fascismului. Prin urmare, Doctrina Weltanschauung propune lumea ca acțiune pe tărâmul umanității - dincolo de constrângerile cotidiene ale tendinței politice contemporane, respingând „pacea perpetuă” ca fiind fantastică și acceptând „Omul” ca specie aflată continuu în război. Cei care fac față provocărilor, obțin „ înnobilarea”. De pildă, idealismul său a acceptat în general că marii cuceritori erau oamenii cu importanță istorică, de exemplu  împăratul roman Iulius Cezar, împăratul macedonean Alexandru cel Mare, împăratul franc Carol cel Mare și împăratul francez Napoleon. Filosoful Gentile a fost inspirat în special de Imperiul Roman (27 î.Hr. - 476 d.Hr., 1453), unde a găsit idei pentru doctrina fascismului:
| “                                                                 | Fascistul acceptă și iubește viața; el respinge și disprețuiește sinuciderea ca fiind lașă. Viața, așa cum o înțelege el, înseamnă datorie, înălțare, cucerire; viața trebuie să fie înălțătoare și plină, trebuie trăită pentru sine, dar mai ales pentru ceilalți, apropiați și îndepărtați, prezenți și viitori. | ” |
| — Benito Mussolini / Giovanni Gentile, Doctrina fascismului, 1933 | |   |

.
În 1925, Mussolini și-a asumat titlul de Duce (conducător), derivat din latinescul Dux⁠(d), un titlu de comandant militar al  Republicii Romane. Mai mult, deși Italia fascistă (1922-1943)]] este considerat din punct de vedere istoric o dictatură autoritar-totalitară, a păstrat fațada guvernamentală „liberal-democratică”: Marele Consiliu al Fascismului a rămas activ în calitate de administrator, iar regele Victor Emmanuel al III-lea al Italiei putea să-l demită pe Mussolini din funcția de prim-ministru italian (lucru pe care l-a și făcut în cele din urmă).
Emilio Gentile a definit fascismul ca fiind o doctrină anti-intelectuală, epistemologic bazată pe credință mai degrabă decât pe rațiune. Misticismul fascist sublinia importanța miturilor politice, care erau adevărate nu ca fapte de ordin empiric, ci ca „metarealitate”:215. Arta, arhitectura și simbolurile fasciste au constituit un proces care a transformat fascismul într-un fel de religie civilă sau religie politică:215. La dottrina del fascismo afirmă că fascismul este o „concepție religioasă a vieții” și formează o „comunitate spirituală” în contrast cu materialismul burghez:215. Sloganul Credere Obbedire Combattere ("Crede, supune-te, luptă") reflectă importanța credinței politice în fascism.

Sigla Partidului Național Fascist

Potrivit istoricului Zeev Sternhell, „majoritatea liderilor sindicali s-a numărat printre fondatorii mișcării fasciste”, ei fiind cei care au obținut posturi cheie în regimul lui Mussolini:33. Mussolini și-a exprimat o mare admirație pentru ideile lui Georges Sorel:451, despre care a afirmat că a contribuit la nașterea principiilor de bază ale fascismului italian:107. J. L. Talmon a susținut că fascismul se prezenta „nu numai ca o alternativă, ci și ca moștenitor al socialismului”:501.
La dottrina del fascismo propunea o Italie cu un nivel de trai mai ridicat sub un sistem fascist cu un singur partid decât sub guvernul pluripartid liberal din 1920. În calitate de lider al Partidului Național Fascist  (PNF, Partito Nazionale Fascista), Mussolini a declarat că democrația este „frumoasă în teorie; în practică, este o eroare” și a vorbit despre sărbătorirea înmormântării „cadavrului putred al libertății” . 

În 1923, pentru a-i oferi deputatului Mussolini controlul asupra guvernului parlamentar pluralist al Regatului Italiei, baronul Giacomo Acerbo⁠(d) a propus (și Parlamentul italian a aprobat) Legea Acerbo, care a schimbat sistemul electoral de la reprezentare proporțională la reprezentare majoritară. Partidul care primea cele mai multe voturi (cu condiția să dețină cel puțin 25 % din voturile exprimate) câștiga două treimi din parlament. Cealaltă treime era împărțită proporțional între celelalte partide, astfel că a avut loc manipularea fascistă a legii liberale și a transformat Italia într-un stat cu un singur partid.

În 1924, PNF a câștigat alegerile cu 65% din voturi. Cu toate acestea, Partidul Socialist Unit a refuzat să accepte o astfel de înfrângere. Deputatul socialist Giacomo Matteotti⁠(d) în Parlament, a acuzat oficial la 30 mai 1924 în ședința Parlamentului PNF de fraudă electorală și și-a reiterat denunțurile privind violența politică a cămășilor negre. El a publicat cartea Un an de dominație fascistă în care își susținea acuzațiile. În consecință, la 10 iunie 1924, Ceka (aparent o poliție secretă de partid, după modelul  Comisiei Extraordinare pentru Întreaga Rusie  (VCeK - Всероссийская Чрезвычайная Комиссия) sovietică) l-a asasinat pe Matteotti. Unul dintre cei cinci bărbați arestați pentru atentat, Amerigo Dumini⁠(d), cunoscut și sub numele de Sicario del Duce (Asasinul Conducătorului), a fost condamnat la cinci ani de închisoare, dar a executat doar unsprezece luni și a fost eliberat în baza unei amnistii din partea regelui Victor Emmanuel al III-lea. Mai mult, când regele l-a susținut pe premierul Mussolini, socialiștii au părăsit Parlamentul în semn de protest, lăsându-i pe fasciști să guverneze fără opoziție. În acea perioadă, asasinatul politic nu era încă ceva obișnuit, iar Ducele fascist italian se descotorosea de obicei de adversari în maniera imperială romană: îi aresta și îi exila pe o insulă

## Condițiile care au favorizat fascismul

### Nemulțumirile naționaliste

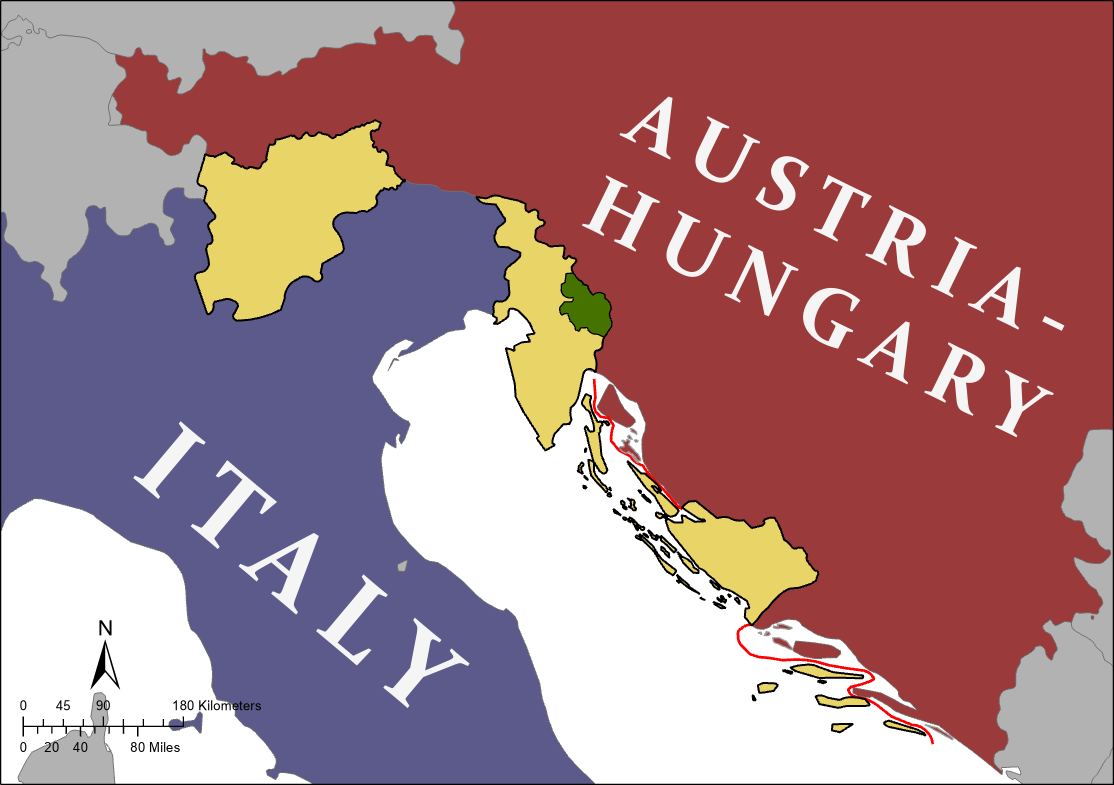
Teritoriile promise Italiei prin Tratatul de la Londra din 1915, și anume Trentino-Alto Adige, și Dalmația (cafeniu), precum și zona (verde). Dalmația, după Primul Război Mondial nu a fost atribuită Italiei, ci Iugoslaviei

După încheierea Primului Război Mondial (1914-1918), în ciuda faptului că Regatul Italiei a fost un partener cu drepturi depline al Puterilor aliate împotriva Puterilor Centrale, naționaliștii au susținut că Italia a fost înșelată în Tratatul de pace de la Saint-Germain-en-Laye (1919), astfel că Aliații au împiedicat evoluția Italiei spre statutul de  Mare putere. Ulterior, PNF a exploatat cu succes această „ofensă” adusă naționalismului italian, prezentând fascismul ca fiind cel mai potrivit pentru guvernarea țării, afirmând că democrația, socialismul și liberalismul erau sisteme eșuate. PNF a preluat guvernarea Italiei în 1922 ca urmare a discursurilor liderului fascist Mussolini și a violenței politice a organizației paramilitare a cămășilor negre.

La Conferința de Pace de la Paris din 1919, Aliații au obligat Regatul Italiei să cedeze Iugoslaviei până la începutul anului 1919 portul croat Fiume (Rijeka), un oraș majoritar italian, cu o semnificație naționalistă redusă. În plus, Italia nu a primit compensațiile promise prin  Tratatul secret de la Londra din 1915, semnat timpul războiului cu Antanta :22. Italia trebuia să părăsească Tripla Alianță și să se alăture foștilor inamici și să declare de război Imperiilor  German și Austro-Ungar în schimbul unor teritorii pe care să le primească la sfârșitul războiului, asupra cărora Regatul Italiei avea pretenții. 

În septembrie 1919, răspunsul naționalist al eroului de război indignat Gabriele D'Annunzio a fost declararea înființării regenței italiene a Carnaro (a Golfului Kvarner):15. Gabriele D'Annunzio s-a autoproclamat Duce regent al acestui oraș-stat și a proclamat o constituție, Carta del Carnaro la 8 septembrie 1920. Acest document era un sincretism al politicilor anarhiste de dreapta și de stânga, protofasciste și republican-democrate,  care a influențat mult dezvoltarea politico-filosofică a fascismului italian timpuriu. Ca urmare a Tratatul de la Rapallo, armata regală italiană a desființat regența Ducelui D'Annunzio de Crăciunul anului 1920. În dezvoltarea modelului fascist de guvernare, D'Annunzio a fost un naționalist și nu un fascist, a cărui moștenire politică („Politica ca teatru”) a fost una stilistică (ceremonii, uniforme, discursuri publice și cântece) și nu de fond, pe care fascismul italian a dezvoltat-o cu artă ca model de guvernare:49.
În același timp, Mussolini și mulți dintre adepții săi sindicaliști revoluționari au gravitat în jurul unei forme de Naționalismul revoluționar într-un efort de a „identifica comuniunea omului nu cu clasa, ci cu națiunea”:55. Potrivit lui A. James Gregor, Mussolini a ajuns să creadă că „fascismul era singura formă de 'socialism' potrivită pentru națiunile proletare ale secolului XX” în timp ce se afla în procesul de schimbare a viziunii sale de la socialism la naționalism:191. Enrico Corradini⁠(d), unii dintre primii care i-au influențat modul de gândire a lui Mussolini și care a devenit  mai târziu membru al administrației lui Il Duce, a susținut conceptul de „naționalism proletar”, scriind despre Italia în 1910: „Noi suntem poporul proletar în raport cu restul lumii. Naționalismul este socialismul nostru”:484. Mussolini va ajunge să folosească formulări similare, referindu-se de exemplu la Italia fascistă din timpul celui de-al Doilea Război Mondial ca la una dintre „națiunile proletare care se ridică împotriva plutocraților”.

### Agitația sindicală

Un studiu sociologic al violenței în Italia (1919-1922) (lățimea săgeții este proporțională cu numărul de acte de violență între grupurile sociale)

Având în vedere politicile socio-economice pragmatice ale fascismului italian, care au fost combinații de politici socio-economice de stânga și de dreapta, muncitorii și țăranii nemulțumiți s-au dovedit a fi o sursă abundentă de putere politică populară, în special din cauza opoziției țărănești față de colectivismul agricol socialist. Astfel înarmat, fostul socialist Benito Mussolini a inspirat și mobilizat oratoric populația rurală și clasa muncitoare: „Noi declarăm război socialismului, nu pentru că este socialist, ci pentru că s-a opus naționalismului”. Mai mult, pentru finanțarea campaniilor electorale din perioada 1920-1921, Partidul Național Fascist i-a curtat și pe industriași și pe marii proprietari de terenuri, apelând la temerile acestora față de politica muncitorească și de grevele urbane și rurale ale socialiștilor de stânga și ale bolșevicilor. Fasciștii promiteau un climat de afaceri bun, cu o forță de muncă eficientă din punct de vedere al costurilor, stabilitate salarială și politică. 
Istoricul Charles F. Delzell a scris: „La început, Partidul Revoluționar Fascist era concentrat în Milano și în alte câteva orașe. Au câștigat teren destul de încet, între 1919 și 1920. Abia după spaima provocată de ocuparea fabricilor de către muncitori la sfârșitul verii anului 1920, fascismul a devenit cu adevărat răspândit. Industriașii au început să îl sprijine financiar pe Mussolini după ce acesta și-a redenumit partidul și și-a retras sprijinul acordat anterior lui Lenin și Revoluției Ruse. În plus, spre sfârșitul anului 1920, fascismul a început să se răspândească în mediul rural, mizând pe sprijinul marilor proprietari de terenuri, în special în zona dintre Bologna și Ferrara, un bastion tradițional al stângii și scena unor violențe frecvente. Organizatorii socialiști și catolici ai muncitorilor agricoli din acea regiune, din Venezia Giulia, Toscana și chiar din îndepărtata Apulia, au fost în curând atacați de cămășile negre fasciste, înarmați cu ulei de ricin, bâte și arme mai letale. Începuse era squadrismo și a expedițiilor nocturne de incendiere a sediilor muncitorești socialiste și catolice. În această perioadă, escadroanele fasciste ale lui Mussolini s-au angajat, de asemenea, în atacuri violente împotriva Bisericii, unde mai mulți preoți au fost asasinați și biserici au fost incendiate de către fasciști”:190

## Cucerirea puterii de către fasciști
Utilizarea de către Italia începând cu anul 1917 a unor trupe de șoc de elită cunoscute sub numele de Arditi a avut o influență importantă asupra fascismului:207. Arditi erau soldați care erau antrenați în mod special pentru acțiuni riscante și violente, care purtau uniforme distinctive cu cămăși și fesuri negre. În noiembrie 1918, Arditi au format o organizație națională, Associazione fra gli Arditi d'Italia, care, până la jumătatea anului 1919, număra aproximativ douăzeci de mii de membri. Mussolini a apelat la Arditi, iar squadristii (milițienii voluntari pentru securitate națională), dezvoltată după război, s-a bazat pe Arditi.
Primul Război Mondial a afectat economia Italiei, a provocat creșterea datoriei publice, inflație, șomaj (agravat de miile de soldați demobilizați), nemulțumiri sociale și greve, întărirea organizațiilor de crimă organizată și a facilitat izbucnirea unor insurecții anarhiste, socialiste și comuniste. Atunci când Partidul Liberal Italian ales guvernul nu a putut controla Italia, liderul fascist Mussolini a preluat inițiativa, combătând aceste probleme cu ajutorul escadroanelor paramilitare ale cămășilor negre formate din veterani ai Primului Război Mondial și foști socialiști, cu acceptul unor premieri premieri precum Giovanni Giolitti , care au permis fasciștilor să aplice propria lege. Violențele dintre socialiști și milițiile autoorganizate „squadristi”,  în special în mediul rural, au crescut atât de mult în intensitate încât Mussolini a fost presat să declare un armistițiu pentru a obține „reconcilierea cu socialiștii” :141. Mussolini și Partidul Socialist Italian (PSI) au convenit asupra „Pactului de pacificare” la începutul lunii august 1921, care a fost imediat condamnat de majoritatea liderilor squadrismo. Pactul de pace a fost denunțat oficial în timpul celui de-al treilea Congres fascist din 7-10 noiembrie 1921.

Guvernul liberal a preferat să colaboreze cu fasciștii decât să intre în conflictul de clasă  cu Partidul Comunist Italian în cazul în care acesta din urmă ar fi preluat guvernarea, așa cum făcuseră bolșevicii conduși de Vladimir Ilici Lenin în recenta Revoluția rusă din 1917, în ciuda faptului că Mussolini se arătase entuziasmat la început de Revoluția din Octombrie:36 și că se autointitulase în mod public în 1919 „Lenin al Italiei”:284. 

Manifestul fasciilor italiene de luptă (iunie 1919) a prezentat principiile politico-filozofice ale fascismului. Manifestul a fost semnat de sindicalistul național Alceste De Ambris⁠(d) și de liderul mișcării futuriste Filippo Tommaso Marinetti:73. Manifestul era împărțit în patru secțiuni, descriind obiectivele mișcării în domeniile politic, social, militar și financiar.

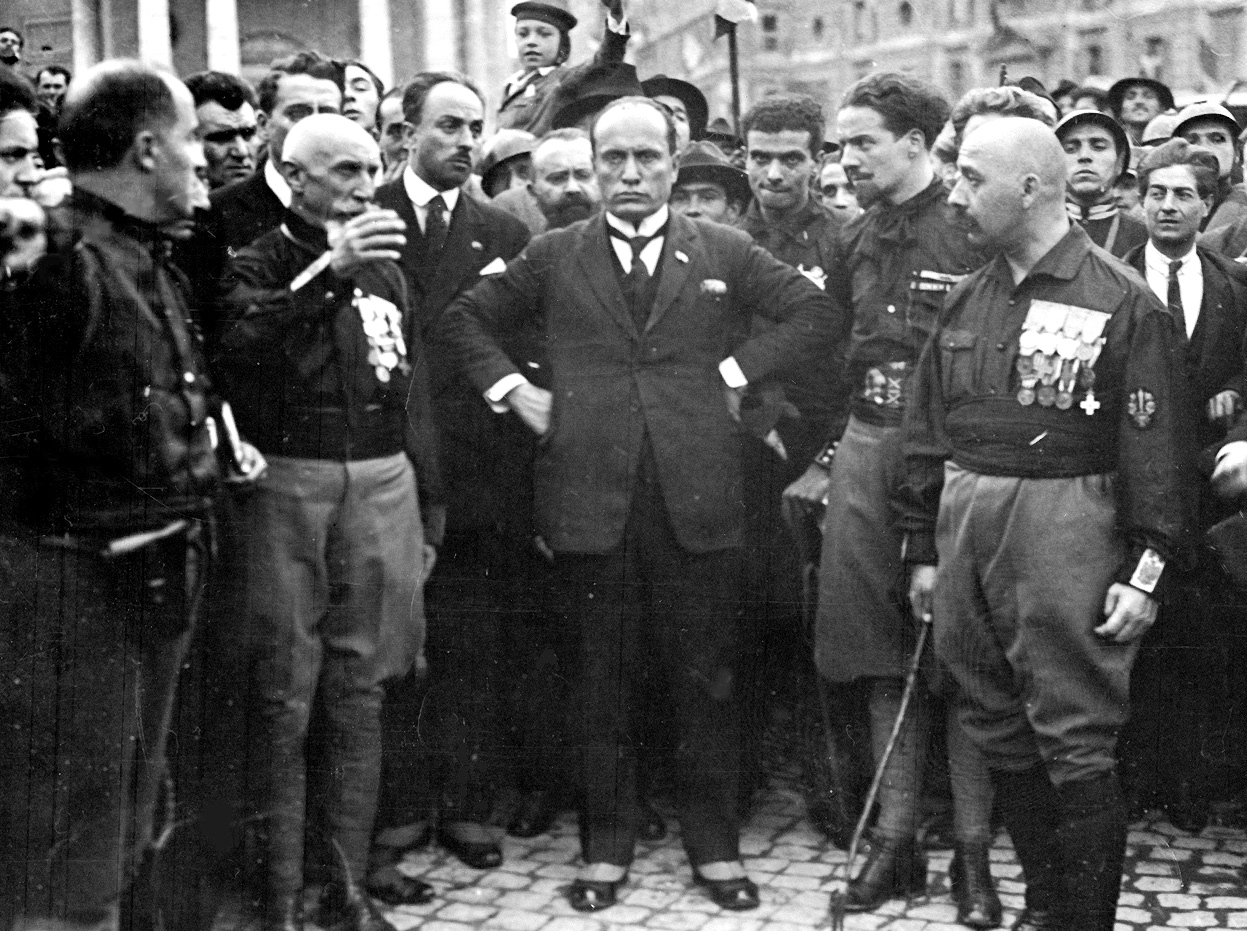
Mussolini și Marșul asupra Romei în fruntea paramilitarilor fasciști din Cămășile negre în octombrie 1922

La începutul anilor 1920, lupta mișcării fasciste împotriva bolșevismului se bucura  sprijinul a  aproximativ 250.000 de persoane. În 1921, mișcarea fasciștilor s-au transformat în Partidul Național Fascist și a obținut legitimitate politică atunci când Mussolini a fost ales în Camera Deputaților în 1922. Deși Partidul Liberal a păstrat puterea, guvernarea acestui partid s-a dovedit efemeră, mai ales cea a celui de-al cincilea prim-ministru, Luigi Facta, al cărui guvern a activat într-un mod ezitant.
Pentru desființarea slabei democrații parlamentari, deputatul Mussolini (cu sprijinul armatei, al mediului de afaceri și al dreptei liberale) a lansat Marșul asupra Romei (27-31 octombrie 1922) – o lovitură de stat a PNF pentru demiterea premierului Luigi Facta și preluării guvernul Italiei, pentru refacerea mândriei naționaliste, repornirea economiei,  creșterea productivitătii prin controlul muncii, eliminarea restricțiilor economice impuse întreprinderilor și restabilirea legii și ordinii în țară. La 28 octombrie, în timp ce avea loc „Marșul”, Regele Victor Emanuel al III-lea și-a retras sprijinul acordat prim-ministrului Facta și l-a numit pe liderul PNF, Benito Mussolini, CA al șaselea prim-ministru al Italiei.
Marșul asupra Romei a devenit o paradă a victoriei: fasciștii credeau că succesul lor era revoluționar și tradiționalist.

### Economia

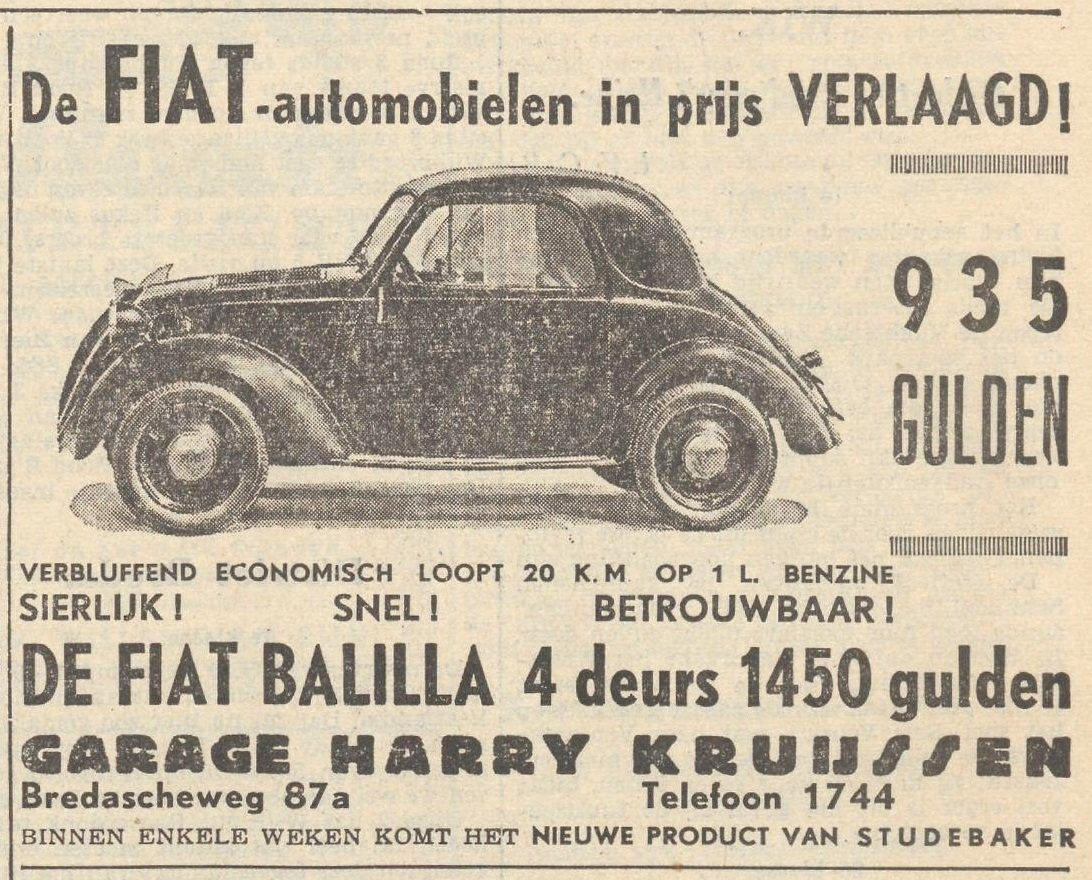
Reclamă pentru automobilele Fiat Topolino și Balilla vândute în Olanda (1939)

Până în 1925, când economistul liberal Alberto de' Stefani⁠(d), deși fost membru al squadristi, a fost înlăturat din funcția de ministru al economiei (1922-1925), guvernul de coaliție al Italiei a reușit să repornească economia și a echilibrat bugetul național. Stefani a dezvoltat politici economice care s-au aliniat la principiile liberalismului clasic, deoarece au fost abolite taxele pe moștenirea, pe obiectele de lux, pe capitalul străin:193 și asigurările de viață (1923):191, iar monopolurile de stat în domeniul comunicațiilor au fost privatizate. În perioada guvernării de coaliție din Italia, politicile favorabile mediului de afaceri nu păreau să fie în contradicție cu finanțarea de către stat a băncilor și a industriei. Politologul Franklin Hugh Adler s-a referit la această perioadă de coaliție dintre numirea lui Mussolini în funcția de prim-ministru la 31 octombrie 1922 și dictatura sa din 1925 ca fiind „liberal-fascism, un tip de regim hibrid, instabil și tranzitoriu, în cadrul căruia s-a păstrat cadrul juridic-instituțional formal al regimului liberal”, care a permis totuși pluralismul, alegerile competitive, libertatea presei și dreptul sindicatelor la grevă:188. Liderii Partidului Liberal și industriașii au crezut că îl pot neutraliza pe Mussolini făcându-l șef al unui guvern de coaliție, unde, după cum remarca Luigi Albertini, „va fi mult mai susceptibil la influențe”:96.

Una dintre primele acțiuni ale prim-ministrului Mussolini a fost finanțarea cu 400 de milioane de lire a Gio. Ansaldo & C.⁠(d), una dintre cele mai importante companii din industria construcțiilor de mașini din țară. Ulterior crizei deflației din 1926, bănci precum Banco di Roma, Banco di Napoli și Banco di Sicilia  au fost, de asemenea, finanțate de stat:197. În 1924, o întreprindere comercială privată a înființat Unione radiofonica italiana⁠(d) (URI) ca parte a companiei Marconi, căreia guvernul fascist italian i-a acordat monopolul oficial al transmisiunilor radiofonice. După înfrângerea fascismului în 1944, URI a devenit Radio Audizioni Italiane (RAI)  și a fost redenumit RAI – Radiotelevisione italiana  odată cu apariția televiziunii în 1954.

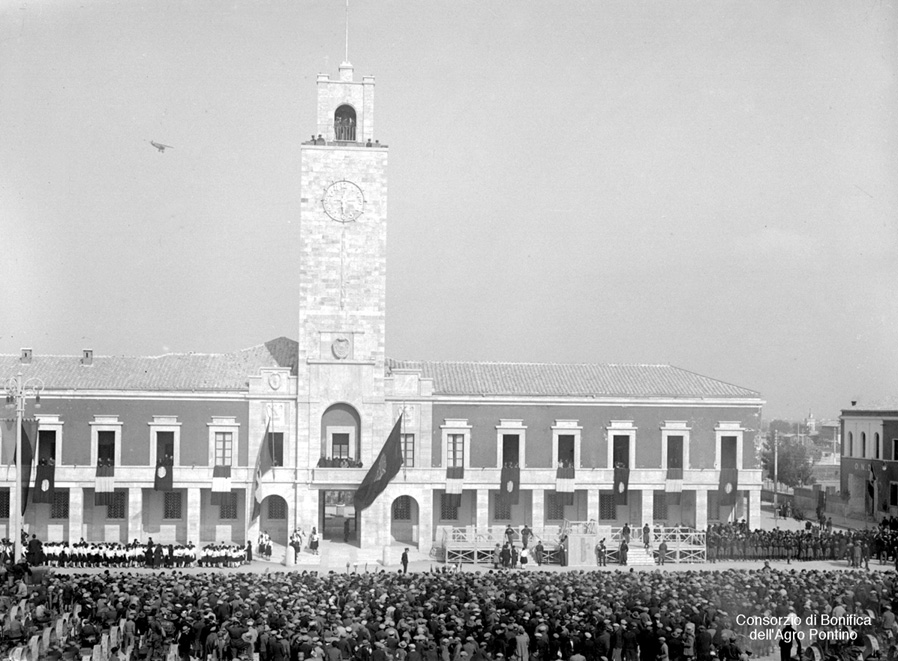
Inaugurarea orașului Littoria fondat de fasciști în 1932

Având în vedere natura preponderent rurală a economiei italiene din acea perioadă, agricultura a fost vitală pentru politicile economice și propaganda fascistă. Pentru consolidarea producției interne italiene de cereale, guvernul fascist a instituit în 1925 politici protecționiste care, în cele din urmă, au eșuat. 
Începând cu 1926, în urma semnării  pactului de la Palatul Vidoni și a noilor legi sindicale, afacerile și sindicatele au fost organizate în 12 asociații separate, interzicând sau integrând orice alte organizații în domeniu. Aceste organizații negociau contractele de muncă în numele tuturor membrilor săi, statul acționând ca arbitru. Statul avea tendința de a favoriza marea industrie în detrimentul micii industrii, al comerțului, al băncilor, al agriculturii, al muncii și al transporturilor, chiar dacă, oficial, fiecare sector avea o reprezentare egală:101. Practicile de stabilire a prețurilor, de producție și de distribuție erau controlate mai degrabă de asociațiile patronale decât de firmele individuale, iar sindicale negociau contracte colective de muncă, care erau obligatorii pentru toate firmele din sectorul respectiv. Aplicarea contractelor colective de muncă a fost dificilă, iar birocrația mare a întârziat soluționarea conflictelor de muncă.
După 1929, regimul fascist a contracarat Marea criză economică cu programe masive de lucrări publice, cum ar fi drenarea mlaștinilor Pontine, dezvoltarea producției de electricitate în  hidrocentrale, îmbunătățirea transportului pe căilor ferate și reînarmare. În 1933, a fost înființat Istituto per la Ricostruzione Industriale⁠(d) (IRI) pentru subvenționarea companiilor aflate în dificultate. IRI a ajuns în scurtă vreme să controleze o parte importantă a economiei naționale prin intermediul  întreprinderilor de sta, printre care și Alfa Romeo. Produsul național brut al economiei italiene a crescut cu 2%. Producția de automobile a crescut, în special cea a companiei Fiat. De asemenea, o dezvoltare importantă a avut-o și industria aeronautică. Mai ales după sancțiunile Societății Națiunilor din 1936 împotriva invaziei italiene în Etiopia, Mussolini a pledat cu tărie pentru agrarianism și autarhie ca parte a „bătăliilor” sale economice pentru  pământ , lira și grâu. În calitate de prim-ministru, Mussolini a participat fizic alături de muncitori la executarea anumitor lucrări. Moștenirea „politicii ca teatru” a lui Gabriele D' Annunzio a dat naștere unor imagini propagandistice grandioase ale lui Il Duce ca „om al poporului”
La un an după crearea Institutului pentru Reconstrucția Industrială  (IRI), Mussolini s-a lăudat în fața Camerei Deputaților: „Trei sferturi din economia italiană, industrială și agricolă, se află în mâinile statului”:59:153–176. Pe măsură ce Italia a continuat să își naționalizeze economia, IRI „a devenit proprietarul nu numai al celor mai importante trei bănci italiene, care erau în mod clar prea mari pentru a da faliment, ci și al celei mai mari părți a industriilor italiene”. În această perioadă, Mussolini și-a identificat politicile economice cu „capitalismul de stat” și „socialismul de stat”, politici economice pe care mai târziu le-a descris drept „dirijism economic”, un sistem economic în care statul are puterea de a direcționa producția economică și alocarea resurselor:93. Până în 1939, Italia fascistă a atins cea mai mare rată de proprietate de stat a unei economii din lume, alta decât cea a Uniunii Sovietice:65, în care statul italian „controla peste patru cincimi din transportul și construcțiile navale ale Italiei, trei sferturi din producția sa de fontă și aproape jumătate din cea de oțel”:26.

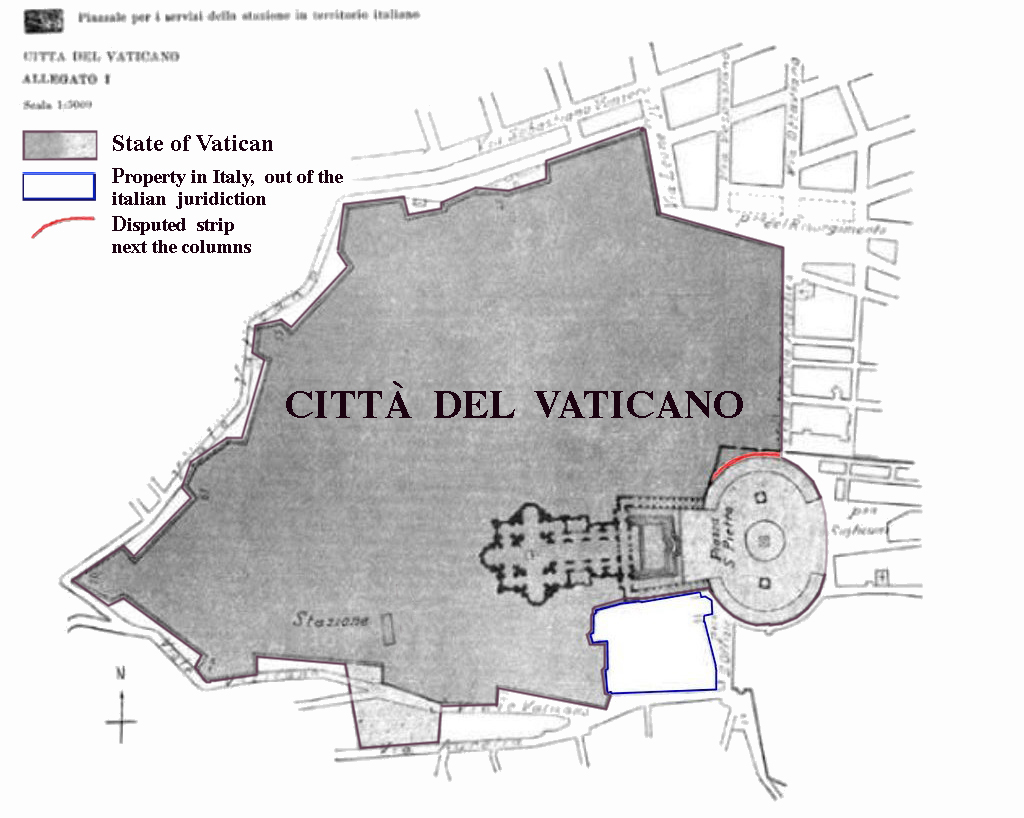
Chestiunea romană a fost rezolvată odată cu stabilirea teritoriului orașului-stat al Vaticanului în 1929 (vezi Tratatul de la Lateran)

### Relația cu Biserica Roman-Catolică
În secolul al XIX-lea, forțele Risorgimento-ului (1815-1871) au cucerit Roma și au luat controlul asupra acesteia de la Papalitate, care se vedea de acum încolo în postura de „prizonier în Vatican”. În februarie 1929, în calitate de șef al guvernului italian, Mussolini a încheiat conflictul nerezolvat dintre Biserică și stat din Chestiunea romană (La Questione romana) prin Tratatul de la Lateran între Regatul Italiei și Sfântul Scaun, instituind microstatul Cetății Vaticanului în Roma. La ratificarea Tratatului de la Lateran, papalitatea a recunoscut statul Italia în schimbul recunoașterii diplomatice a Orașului Vatican,, a unor compensații teritoriale, a introducerii educației religioase în toate școlile italiene finanțate de stat:464-465  și a 50 de milioane de lire sterline care au fost transferate din acțiunile unei bănci italiene către o companie elvețiană, Profima SA. Documentele britanice din timpul războiului de la Arhivele Naționale din Kew au confirmat, de asemenea, că Profima SA este compania Vaticanului care a fost acuzată în timpul celui de-[[al Doilea Război Mondial” de implicare în „activități contrare intereselor Aliaților”. Istoricul britanic John F. Pollard a scris în cartea sa că această înțelegere financiară a asigurat că „papalitatea [...] nu va mai fi niciodată săracă”
La scurt timp după semnarea Tratatului de la Lateran, Mussolini a fost aproape „excomunicat” din cauza hotărârii sale „intransigente” de a împiedica Vaticanul să dețină controlul în domeniul învățământului:162. În replică, Papa a protestat față de „cultul păgân al statului” al lui Mussolini și față de impunerea unui „jurământ exclusiv de supunere” care îi obliga pe toți să susțină fascismul. După ce declarase în tinerețe că „religia este o formă de boală psihică”:256, Mussolini „a dorit să dea impresia că este foarte apreciat de Papă” și, în același timp, că nu este „subordonat nimănui” . Văduva lui Mussolini a mărturisit în cartea sa din 1974 că soțul ei a fost „practic necredincios până în ultimii ani de viață”:131.

### Influența fascismului în afara Italiei
Modelul guvernării fasciste a fost foarte influent în afara granițelor Italiei. În perioada interbelică de douăzeci și unu de ani, mulți politologi și filosofi au căutat inspirație ideologică în Italia. Instituirea de către Mussolini a legii și a ordinii în Italia a fost lăudată de Winston Churchill, Sigmund Freud:53, George Bernard Shaw și Thomas Edison:71 dat fiind faptul că  guvernul fascist a combătut crima organizată și Mafia siciliană.
Fascismul italian a fost copiat de Partidul Nazist al lui Adolf Hitler, de Organizația Fascistă Rusă, de Mișcarea Națională Fascistă românească (Fascia Națională Română, Mișcarea Națională Fascistă Italo-Română), iar fasciștii olandezi s-au bazat pe revista Verbond van Actualisten a lui H. A. Sinclair de Rochemont⁠(d) și Alfred Haighton⁠(d). Partidul Fascist Partidul Fascist Sammarinez a înființat un guvern fascist timpuriu în San Marino, iar baza lor politico-filosofică era în esență fascismul italian. În Regatul Iugoslaviei, Milan Stojadinović⁠(d) și-a înființat Uniunea Radicală Iugoslavă. Aceștia purtau cămăși verzi și șepci Šajkača și foloseau salutul roman. Stojadinović a adoptat, de asemenea, titlul de Vodja. În Elveția, colonelul pro-nazist Arthur Fonjallaz⁠(d) din Frontul Național a devenit un admirator înfocat al lui Mussolini după ce a vizitat Italia în 1932 și a susținut anexarea Elveției de către Italia, în timp ce primea ajutor extern fascist.  Țara a fost gazda a două activități politico-culturale italiene: Centrul Internațional de Studii Fasciste (CINEF - Centre International d'Études Fascistes) și congresul din 1934 al Comitetului de Acțiune pentru Universalitatea Romei (CAUR - Comitato d' Azione della Università de Roma):129. În Spania, scriitorul Ernesto Giménez Caballero⁠(d) a cerut în Genio de España (Geniul Spaniei, 1932) anexarea Spaniei de către Italia condusă de Mussolini, care să prezideze un imperiu internațional latin romano-catolic. A trecut apoi la o asociere strânsă cu Falangism⁠(d)ul, ceea ce a dus la renunțarea la ideea anexării Spaniei la Italia:148.

## Intelectuali italieni fasciști
- Benito Mussolini
- Massimo Bontempelli
- Giuseppe Bottai⁠(d)
- Enrico Corradini⁠(d)
- Carlo Costamagna⁠(d)
- Julius Evola
- Enrico Ferri
- Giovanni Gentile⁠(d)
- Corrado Gini
- Agostino Lanzillo⁠(d)
- Curzio Malaparte
- Filippo Tommaso Marinetti
- Robert Michels⁠(d)
- Angelo Oliviero Olivetti⁠(d)
- Sergio Panunzio⁠(d)
- Giovanni Papini
- Giuseppe Prezzolini⁠(d)
- Alfredo Rocco⁠(d)
- Edmondo Rossoni⁠(d)
- Margherita Sarfatti⁠(d)
- Ardengo Soffici⁠(d)
- Ugo Spirito⁠(d)
- Giuseppe Ungaretti
- Gioacchino Volpe⁠(d)

## Sloganuri fasciste italiene

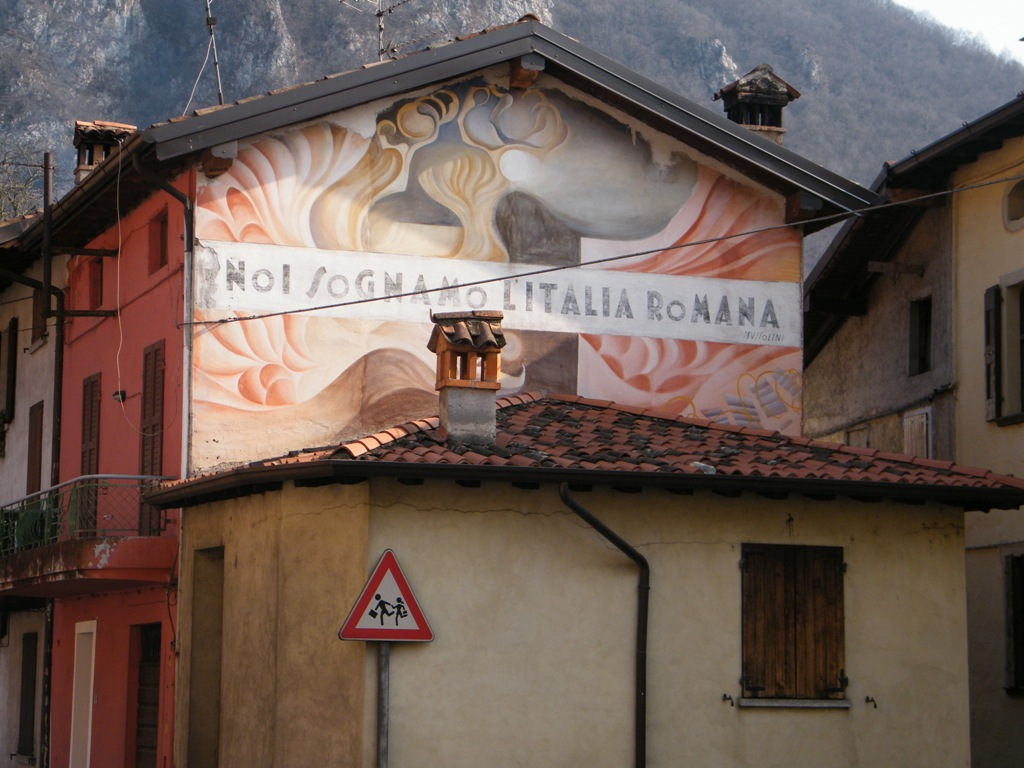
„Visăm la o Italie romană” a fost unul dintre numeroasele sloganuri fasciste

- Me ne frego(„Nu-mi pasă!”), deviza fascistă italiană[138].
- Libro e moschetto, fascista perfetto („Cartea și muscheta, fascistul perfect”).
- Tutto nello Stato, niente al di fuori dello Stato, nulla contro lo Stato („Totul în stat, nimic în afara statului, nimic împotriva statului”).[139]
- Credere, obbedire, combattere („Crede, ascultă, luptă”).[140]
- Chi si ferma è perduto („Cel care se oprește este pierdut”).
- Se avanzo, seguitemi; se indietreggio, uccidetemi; se muoio, vendicatemi („Dacă înaintez, urmați-mă; dacă mă retrag, ucideți-mă; dacă mor, răzbunați-mă”). Împrumutat de la generalul regalist francez Henri de la Rochejaquelein⁠(d).
- Viva il Duce („Trăiască Il Duce”).
- La guerra è per l'uomo come la maternità è per la donna („Războiul este pentru bărbat așa cum este maternitatea este pentru femeie”).[141]
- Boia chi molla („Cine renunță este un ticălos”); primul sens al cuvântului „boia” este „călău” dar în acest context înseamnă „ticălos, escroc, răufăcător, pungaș, josnic” și poate fi folosit și ca o exclamație de puternică iritare sau dezamăgire sau ca un peiorativ[142]
- Molti nemici, molto onore („Mulți dușmani, multă onoare”).[143]
- È l'aratro che traccia il solco, ma è la spada che lo difende („Plugul este cel care sapă brazda, dar sabia este cea care o apără”).
- Dux mea lux („Conducătorul este lumina mea”, expresie latină).
- Duce, a noi („Duce, pentru noi”).[144]
- Mussolini ha sempre ragione („Mussolini are întotdeauna dreptate”).[145]
- Vincere, e vinceremo („Victorie și vom învinge!”).

## Vedeți și:
- Fascism
- Statele fasciste italiene
  - Regatul Italiei (1922–1943 ca stat fascist)
  - Republica Socială Italiană (1943–1945)
- Partidul Național Fascist
- Propaganda în Italia fascistă
- Legile rasiale italiene
- Neofascism
- Nazism
- Totalitarism

### General
- Acemoglu, Daron; De Feo, Giuseppe; De Luca, Giacomo; Russo, Gianluca (2022). „War, Socialism, and the Rise of Fascism: an Empirical Exploration”. The Quarterly Journal of Economics (în engleză). 137 (2): 1233–1296. doi:10.1093/qje/qjac001.
- De Felice, Renzo (1977). Interpretations of Fascism (în engleză). Tradus de Huff Everett, Brenda. Cambridge, London: Harvard University Press. p. 248. ISBN 0674459628.
- Eatwell, Roger (1996). Fascism: A History (în engleză). New York: Allen Lane. p. 432. ISBN 978-0140257007.
- Hughes, Stuart (1965). The United States and Italy (în engleză). Cambridge, MA: Harvard University Press. p. 297.
- Kertzer, David I. (2014). The Pope and Mussolini: The Secret History of Pius XI and the Rise of Fascism in Europe (în engleză). Oxford University Press. ISBN 978-0198716167.
- Wilhelm, Reich (1969). The Mass Psychology of Fascism (în engleză). New York: Farrar, Straus & Giroux. p. 434. ISBN 978-1952000300.
- Seldes, George (1935). Sawdust Caesar: The Untold History of Mussolini and Fascism (în engleză). New York and London: Harper and Brothers.
- Smith, Denis Mack (1959). Mussolini, Artist in Propaganda: The Downfall of Fascism (în engleză). 9#4. History Today. pp. 223–232.
- Sohn-Rethel, Alfred (1978). Economy and Class Structure of German Fascism (în engleză). London: CSE Bks. p. 159. ISBN 978-0906336007.
- Adler, Frank; Breschi, Danilo (2005). „Special Issue on Italian Fascism”. Telos (în engleză) (133).

### Ideologia fascistă
- De Felice, Renzo (1976). Fascism: An Informal Introduction to Its Theory and Practice: An Interview with Michael Ledeen (în engleză). New Brunswick, N.J: Transaction Books. p. 128. ISBN 0878551905.
- Fritzsche, Peter (1990). Rehearsals for Fascism: Populism and Political Mobilization in Weimar Germany (în engleză). New York: Oxford University Press. p. 320. ISBN 0195057805.
- Gregor, A. James (2005). Mussolini's Intellectuals: Fascist Social and Political Thought (în engleză). Princeton, N. J: Princeton University Press. p. 296. ISBN 978-0691127903.
- Griffin, Roger (2000). „Revolution from the Right: Fascism”.  În David Parker. Revolutions and the Revolutionary Tradition in the West 1560–1991 (în engleză). London: Routledge. p. 252. ISBN 978-0415172950.
- Laqueur, Walter (1996). Fascism: Past, Present, Future (în engleză). New York: Oxford: Oxford University Press. ISBN 978-0195092455.
- Schapiro, J. Salwyn (2008). Liberalism and The Challenge of Fascism, Social Forces in England and France (1815–1870) (în engleză). Whitefish, Montana: Kessinger Publishing. p. 436. ISBN 978-1436716048.
- Laclau, Ernesto (1977). Politics and Ideology in Marxist Theory: Capitalism, Fascism, Populism (în engleză). London and New York: Verso Books. p. 208. ISBN 978-1844677887.
- Sternhell, Zeev; Sznajder, Mario; Asheri Maia (1994). The Birth of Fascist Ideology: From Cultural Rebellion to Political Revolution [Nașterea ideologiei fasciste: de la rebeliunea culturală la revoluția politică] (în engleză). Tradus de Maisei, David. Princeton University Press. p. 352. ISBN 978-0691032894.

### Fascismul internațional
- Coogan, Kevin (1999). Dreamer of the Day: Francis Parker Yockey and the Postwar Fascist International (în engleză). Brooklyn, N.Y.: Autonomedia. p. 644. ISBN 978-1570270390.
- Gregor, James (2006). The Search for Neofascism: The Use and Abuse of Social Science (în engleză). New York: Cambridge University Press. p. 318. ISBN 978-0521859202.
- Griffin, Roger (1993). The Nature of Fascism (în engleză). New York: St. Martin's Press. p. 249. ISBN 978-0415096614.
- Paxton, Robert O. (2004). The Anatomy of Fascism (în engleză). New York: Alfred A. Knopf. p. 336. ISBN 978-1400033911.
- Weber, Eugen (1982). Varieties of Fascism: Doctrines of Revolution in the Twentieth Century (în engleză). New York: Van Nostrand Reinhold Company. p. 191. ISBN 978-0898744446.
- Wallace, Henry (9 aprilie 1944). „The Dangers of American Fascism” (în engleză). The New York Times. Arhivat din original în 10 iunie 2008.
- Trotsky, Leon (1944). „Fascism, What it is and how to fight it” (în engleză). Pioneer Publishers.

## Resurse internet
- „Italia fascistă și evreii: Mit versus realitate” Arhivat în 27 februarie 2017, la Wayback Machine., o prelegere online susținută de Iael Nidam-Orvieto de la Yad Vashem.
- „Fascismul Partea I - Înțelegerea fascismului și a antisemitismului”.
- „Doctrina politică și socială a fascismului” (1933), traducere autorizată de Jane Soames.
- „Copii în istorie. Fascismul italian”.